# Myosorex gnoskei
Myosorex gnoskei é uma espécie de musaranho da família Soricidae. Endêmica do Maláui.